# Ronde van Italië 1973
| Eindklassement      |                        |              |
| Algemeen klassement | Eddy Merckx            | 106h 54' 41" |
| Tweede              | Felice Gimondi         | + 7' 42"     |
| Derde               | Giovanni Battaglin     | + 10' 20"    |
| Vierde              | José Pesarrodona       | + 15' 51"    |
| Vijfde              | Santiago Lazcano       | + 19' 11"    |
| Zesde               | Wladimiro Panizza      | + 19' 45"    |
| Zevende             | Ole Ritter             | + 24' 24"    |
| Achtste             | José Manuel Fuente     | + 26' 06"    |
| Negende             | Francisco Galdos       | + 26' 35"    |
| Tiende              | Gianni Motta           | + 26' 49"    |
| (Ned)               | Hennie Kuiper (16e)    | + 38' 50"    |
| Rode Lantaarn       | Franco Ongarato (113e) | + 4h 25' 09" |
| Puntenklassement    | Eddy Merckx            | 237 punten   |
| Tweede              | Roger De Vlaeminck     | 216 punten   |
| Derde               | Felice Gimondi         | 146 punten   |
| Bergklassement      | José Manuel Fuente     | 550 punten   |
| Tweede              | Eddy Merckx            | 510 punten   |
| Derde               | Giovanni Battaglin     | 180 punten   |
| Ploegenklassement   | Molteni                | ?            |
| Tweede              | ?                      | -            |
| Derde               | ?                      | -            |

In 1973 ging de 56e Giro d'Italia op 18 mei van start in Verviers. Hij eindigde op 9 juni in Triëst. Er stonden 140 renners verdeeld over 14 ploegen aan de start. Hij werd gewonnen door Eddy Merckx.
Aantal ritten: 20

Totale afstand: 3801.0 km

Gemiddelde snelheid: 35.553 km/h

Aantal deelnemers: 140

## Belgische en Nederlandse prestaties
In totaal namen er 23 Belgen en 2 Nederlanders deel aan de Giro van 1973.

### Belgische etappezeges
- Eddy Merckx en Roger Swerts wonnen de Proloog (een Duo-tijdrit) in Verviers.
- Eddy Merckx won de 1e etappe van Verviers naar Keulen, de 4e etappe van Genève naar Aosta, de 8e etappe van Lido delle Nazioni naar Monte Carpegna, de 10e etappe van Alba Adriatica naar Lanciano en de 18e etappe van Verona naar Andalo.
- Roger De Vlaeminck won de 2e etappe van Keulen naar Luxemburg, de 11e etappe van Lanciano naar Benevento en de 13e etappe van Fiuggi naar Bolsena.
- Gustaaf Van Roosbroeck won de 3e etappe van Luxemburg naar Straatsburg.
- Rik Van Linden won de 7e etappe van Iseo naar Lido delle Nazioni en de 17e etappe van Forte dei Marmi naar Verona.
- Patrick Sercu won de 9e etappe van Carpegna naar Alba Adriatica.

### Nederlandse etappezeges
- Gerben Karstens won de 5e etappe van Saint-Vincent-d'Aoste naar Milaan.

## Etappe uitslagen
| Datum                  | Etappe    | Parcours                                    | Afstand | Eerste                               | Tweede                                       | Derde                                           | Klassementsleider |
| ---------------------- | --------- | ------------------------------------------- | ------- | ------------------------------------ | -------------------------------------------- | ----------------------------------------------- | ----------------- |
| 18 mei                 | proloog   | Verviers (Duo-tijdrit)                      | 5.2 km  | Eddy Merckx (Bel) Roger Swerts (Bel) | Roger De Vlaeminck (Bel) Patrick Sercu (Bel) | José Manuel Fuente (Spa) José Pesarrodona (Spa) | Eddy Merckx (Bel) |
| 19 mei                 | etappe 1  | Verviers - Keulen                           | 137 km  | Eddy Merckx (Bel)                    | Gerben Karstens (Ned)                        | Rik Van Linden (Bel)                            | Eddy Merckx (Bel) |
| 20 mei                 | etappe 2  | Keulen - Luxemburg                          | 227 km  | Roger De Vlaeminck (Bel)             | Franco Bitossi (Ita)                         | Eddy Merckx (Bel)                               | Eddy Merckx (Bel) |
| 21 mei                 | etappe 3  | Luxemburg - Straatsburg                     | 239 km  | Gustaaf Van Roosbroeck (Bel)         | Marino Basso (Ita)                           | Pierino Gavazzi (Ita)                           | Eddy Merckx (Bel) |
| 22 mei                 | etappe 4  | Genève - Aoste/Aosta                        | 163 km  | Eddy Merckx (Bel)                    | José Manuel Fuente (Spa)                     | Giovanni Battaglin (Ita)                        | Eddy Merckx (Bel) |
| 23 mei was een rustdag |           |                                             |         |                                      |                                              |                                                 |                   |
| 24 mei                 | etappe 5  | Saint-Vincent-d'Aoste - Milaan              | 173 km  | Gerben Karstens (Ned)                | Marino Basso (Ita)                           | Patrick Sercu (Bel)                             | Eddy Merckx (Bel) |
| 25 mei                 | etappe 6  | Milaan - Iseo                               | 144 km  | Gianni Motta (Ita)                   | Felice Gimondi (Ita)                         | Ole Ritter (Den)                                | Eddy Merckx (Bel) |
| 26 mei                 | etappe 7  | Iseo - Lido delle Nazioni                   | 248 km  | Rik Van Linden (Bel)                 | Patrick Sercu (Bel)                          | Roger De Vlaeminck (Bel)                        | Eddy Merckx (Bel) |
| 27 mei                 | etappe 8  | Lido delle Nazioni - Monte Carpegna         | 156 km  | Eddy Merckx (Bel)                    | Giovanni Battaglin (Ita)                     | Italo Zilioli (Ita)                             | Eddy Merckx (Bel) |
| 28 mei                 | etappe 9  | Carpegna - Alba Adriatica                   | 243 km  | Patrick Sercu (Bel)                  | Rik Van Linden (Bel)                         | Franco Ongarato (Ita)                           | Eddy Merckx (Bel) |
| 29 mei                 | etappe 10 | Alba Adriatica - Lanciano                   | 174 km  | Eddy Merckx (Bel)                    | José Manuel Fuente (Spa)                     | Wladimiro Panizza (Ita)                         | Eddy Merckx (Bel) |
| 30 mei                 | etappe 11 | Lanciano - Benevento                        | 230 km  | Roger De Vlaeminck (Bel)             | Felice Gimondi (Ita)                         | Eddy Merckx (Bel)                               | Eddy Merckx (Bel) |
| 31 mei                 | etappe 12 | Benevento - Fiuggi                          | 236 km  | Tullio Rossi (Ita)                   | Mario Anni (Ita)                             | Roger Gilson (Lux)                              | Eddy Merckx (Bel) |
| 1 juni                 | etappe 13 | Fiuggi - Bolsena                            | 215 km  | Roger De Vlaeminck (Bel)             | Ole Ritter (Den)                             | Franco Bitossi (Ita)                            | Eddy Merckx (Bel) |
| 2 juni                 | etappe 14 | Bolsena - Florence                          | 202 km  | Francesco Moser (Ita)                | Roberto Poggiali (Ita)                       | José Manuel Fuente (Spa)                        | Eddy Merckx (Bel) |
| 3 juni                 | etappe 15 | Florence - Forte dei Marmi                  | 150 km  | Martín Emilio Rodríguez (Col)        | Marino Basso (Ita)                           | Roger De Vlaeminck (Bel)                        | Eddy Merckx (Bel) |
| 4 juni was een rustdag |           |                                             |         |                                      |                                              |                                                 |                   |
| 5 juni                 | etappe 16 | Forte dei Marmi - Forte dei Marmi (tijdrit) | 37 km   | Felice Gimondi (Ita)                 | Ole Ritter (Den)                             | Eddy Merckx (Bel)                               | Eddy Merckx (Bel) |
| 6 juni                 | etappe 17 | Forte dei Marmi - Verona                    | 244 km  | Rik Van Linden (Bel)                 | Marino Basso (Ita)                           | Roger De Vlaeminck (Bel)                        | Eddy Merckx (Bel) |
| 7 juni                 | etappe 18 | Verona - Andalo                             | 173 km  | Eddy Merckx (Bel                     | Felice Gimondi (Ita)                         | Giovanni Battaglin (Ita)                        | Eddy Merckx (Bel) |
| 8 juni                 | etappe 19 | Andalo - Auronzo di Cadore                  | 208 km  | José Manuel Fuente (Spa)             | Francesco Moser (Ita)                        | Ole Ritter (Den)                                | Eddy Merckx (Bel) |
| 9 juni                 | etappe 20 | Auronzo di Cadore - Trieste                 | 197 km  | Marino Basso (Ita)                   | Patrick Sercu (Bel)                          | Rik Van Linden (Bel)                            | Eddy Merckx (Bel) |

 winnaars · 
roze trui · 
  puntenklassement · 
  bergklassement · 
 jongerenklassement · 
 intergiro · 
 ploegenklassement · 
 strijdlust · 
 zwarte trui
Giro d'Italia Next Gen · Giro Donne · Cima Coppi
 Belgische rozetruidragers · etappewinnaars
 Nederlandse rozetruidragers · etappewinnaars
Mannen:
1909 · 
1910 · 
1911 · 
1912 · 
1913 · 
1914 · 
1919 · 
1920 · 
1921 · 
1922 · 
1923 · 
1924 · 
1925 · 
1926 · 
1927 · 
1928 · 
1929 · 
1930 · 
1931 · 
1932 · 
1933 · 
1934 · 
1935 · 
1936 · 
1937 · 
1938 · 
1939 · 
1940 · 
1946 · 
1947 · 
1948 · 
1949 · 
1950 · 
1951 · 
1952 · 
1953 · 
1954 · 
1955 · 
1956 · 
1957 · 
1958 · 
1959 · 
1960 · 
1961 · 
1962 · 
1963 · 
1964 · 
1965 · 
1966 · 
1967 · 
1968 · 
1969 · 
1970 · 
1971 · 
1972 · 
1973 · 
1974 · 
1975 · 
1976 · 
1977 · 
1978 · 
1979 · 
1980 · 
1981 · 
1982 · 
1983 · 
1984 · 
1985 · 
1986 · 
1987 · 
1988 · 
1989 · 
1990 · 
1991 · 
1992 · 
1993 · 
1994 · 
1995 · 
1996 · 
1997 · 
1998 · 
1999 · 
2000 · 
2001 · 
2002 · 
2003 · 
2004 · 
2005 · 
2006 · 
2007 · 
2008 · 
2009 · 
2010 · 
2011 · 
2012 · 
2013 · 
2014 · 
2015 · 
2016 · 
2017 · 
2018 · 
2019 · 
2020 · 
2021 · 
2022 · 
2023 · 
2024 · 
2025
Vrouwen:
1988 · 
1989 · 
1990 · 
1991 ·
1992 ·
1993 · 
1994 · 
1995 · 
1996 · 
1997 · 
1998 · 
1999 · 
2000 · 
2001 · 
2002 · 
2003 · 
2004 · 
2005 · 
2006 · 
2007 · 
2008 · 
2009 · 
2010 · 
2011 · 
2012 ·
2013 · 
2014 ·
2015 ·
2016 ·
2017 ·
2018 ·
2019 ·
2020 ·
2021 ·
2022 ·
2023 ·
2024 ·
2025